# Làng Karpniki
Karpniki [karpˈniki] là một ngôi làng thuộc khu hành chính của Gmina Mysłakowice, thuộc hạt Jelenia Góra, Lower Silesian Voivodeship, ở phía tây nam Ba Lan. Nó nằm cách khoảng 5 km về phía đông Mysłakowice, 10 km về phía đông nam của Jelenia Góra và 88 km về phía tây của thủ đô khu vực Wrocław, trong dãy núi Rudawy Janowickie.
Ngôi làng là nơi tọa lạc của một lâu đài từ thế kỷ XV được trang trí lại theo phong cách Tân gothic vào năm 1844 theo bản vẽ của Friedrich August Stüler cho Hoàng tử Wilhelm của Phổ, người đã mua bất động sản vào năm 1822. Anh trai của ông, vua Frederick William III, đã đến thăm ông nhiều lần và vào năm 1831, ông đã mua tài sản Erdmannsdorf gần đó và vào năm 1839, lâu đài Wojanów (Schildau) cho con gái của bà là Công chúa Louise của Hà Lan. Thung lũng Jelenia Góra trở thành nơi ẩn náu của hoàng gia. Marie, con gái của hoàng tử, Marie of Prussia, đã được xác nhận tại nhà thờ Fischbach vào mùa xuân năm 1842, với vua Frederick William IV và vợ Elisabeth Ludovika của Bavaria có mặt, cũng như cháu trai của họ, Hoàng tử xứ Bavaria và sau đó là Vua Maximilian II, chồng sắp cưới của Marie, người mà cô kết hôn vào cuối năm đó. Năm sau, đứa con trai đầu lòng của họ chào đời, người trở thành vị vua nổi tiếng Ludwig II.